# Heribert Kluger
Heribert Kluger (gebürtig Eduard Kluger; * 25. Juli 1881 in Neu Zechsdorf, Österreichisch-Schlesien; † 18. Januar 1945 im Konzentrationslager Dachau) war ein österreichischer Deutschordenspriester und Religionsprofessor. Kluger wird zu den Märtyrern des 20. Jahrhunderts gezählt.

## Leben
Eduard Kluger trat nach seinem Theologiestudium in Olmütz am 15. September 1903 in den Deutschen Orden ein und erhielt den Ordensnamen Heribert. 1905 wurde er in Brixen zum Priester geweiht. Pater Heribert Kluger unterrichtete seit 1911 in Freudenthal als Religionsprofessor am dortigen Gymnasium und leitete seit 1931 das dortige Deutschordensspital. 1933 ernannte ihn die Studentenverbindung KDStV Nordgau Prag im Cartellverband der katholischen deutschen Studentenverbindungen zu ihrem Ehrenmitglied. Seit 1936 gehörte Kluger dem Generalrat des Deutschen Ordens an, wenig später wurde er sogar als Hochmeister vorgeschlagen.
In der Nacht zum 30. September 1938 unterzeichneten die Regierungschefs von Großbritannien, Frankreich, Italien und des Deutschen Reiches das Münchner Abkommen. Mit diesem Vertrag, durch den die sudetendeutschen Gebiete in der Tschechoslowakei an das Deutsche Reich angeschlossen wurden, sollte die Sudetenkrise beendet und ein Krieg verhindert werden. Nach dem Einmarsch deutscher Truppen in das Sudetenland am 1. Oktober 1938 wurde ein Stillhaltekommissar berufen, zu dessen Einflussbereich seit dem 16. März 1939 auch das Protektorat Böhmen und Mähren gehörte. Am 27. Februar 1939 erließ Stillhaltekommissar Albert Hoffmann ein Dekret zur Auflösung des Deutschen Ordens im Sudetenland. Das Deutschordensschloss in Freudenthal musste geräumt werden. Pater Heribert Kluger wurde aufgrund seiner öffentlichen Ablehnung des Nationalsozialismus als Religionslehrer zwangspensioniert. Unter anderem hatte Kluger nach Judenpogromen am 9. und 10. November 1938 seine Abscheu geäußert. Im September 1944 wurde er von der Gestapo wegen „staatsfeindlicher Predigten“ und angeblichen Abhörens von „Feindsendern verhaftet“ und in Troppau inhaftiert. Dort wurde er zunächst als Zwangsarbeiter im Straßenbau eingesetzt, später in das KZ Dachau überführt. Dort starb Pater Heribert Kluger am 18. Januar 1945.
In dem von der Generalstaatsanwaltschaft für Wiedergutmachung in München herausgegebenen Buch „Die Toten von Dachau“ ist er in der Rubrik „Verzweiflung, Erschöpfung, Hunger, Seuchen etc.“ eingereiht. Ein Angehöriger erinnerte sich Jahrzehnte später, wie ein entlassener Mithäftling von Heribert Kluger den Tod des Paters geschildert hat: Er sei derart hart geprügelt worden, dass sein Blut den Boden verschmierte. Als man ihn zwingen wollte, sein Blut aufzulecken, habe er sich geweigert. Daraufhin sei er von seinen Peinigern totgeschlagen worden.
Pater Heribert Kluger gehört zu den Märtyrern der römisch-katholischen Kirche im 20. Jahrhundert und wurde in das deutsche Martyrologium des 20. Jahrhunderts aufgenommen.